# I'll Sleep When I'm Dead (canción de Bon Jovi)
«I'll Sleep When I'm Dead» es una canción y sencillo de la banda de rock estadounidense Bon Jovi, incluida originalmente en su álbum de estudio titulado Keep the Faith del año 1992. Fue lanzada como sencillo el 31 de julio de 1993, escrita por Jon Bon Jovi, Richie Sambora y Desmond Child.
La tumba del cantante principal del grupo musical The Doors, Jim Morrison, apareció en el video musical de la canción.

## Posicionamiento en listas
| Lista (1993)                        | Máxima posición |
| ----------------------------------- | --------------- |
| Australia (ARIA)                    | 24              |
| Austria (Ö3 Austria Top 40)         | 19              |
| Bélgica (Flandes) (Ultratop 50)     | 40              |
| Europa (Eurochart Hot 100)          | 37              |
| Europa (European Hit Radio)         | 33              |
| Finlandia (Suomen virallinen lista) | 20              |
| Irlanda (IRMA)                      | 14              |
| Países Bajos (Dutch Top 40)         | 15              |
| Países Bajos (Mega Single Top 100)  | 17              |
| (AFP)                               | 6               |
| Suiza (Schweizer Hitparade)         | 35              |
| Reino Unido (UK Singles Chart)      | 17              |
| Reino Unido UK Airplay (Music Week) | 8               |
| Estados Unidos (Billboard Hot 100)  | 97              |
| Estados Unidos (Mainstream Rock)    | 29              |

## Formación
- Jon Bon Jovi - Voz.
- Richie Sambora - Guitarra.
- Alec John Such - Bajo.
- Tico Torres - Batería.
- David Bryan - Teclado.